# تاتا دايو
تاتا دايو (رسميا تاتا دايو المركبات التجارية الشركة) هي شركة تصنيع سيارات تجارية مقرها الرئيسي في جونسان، جولا الشمالية، كوريا الجنوبية وهي شركة فرعية مملوكة بالكامل لشركة تاتا موتورز. وهي ثاني أكبر مصنع للمركبات التجارية الثقيلة في كوريا الجنوبية.
تأسست الشركة في عام 2002 باسم Daewoo Commercial Vehicle Co. Ltd  بعد أن انفصلت عن الشركة الأم جي إم كوريا. في عام 2004 تم شراؤها من قبل شركة تاتا موتورز الهند أكبر شركة لتصنيع المركبات التجارية في الهند. تاتا دايو لديها مشاريع في الهند وباكستان. وقد وقعت (تاتا دايو-كوريا) و(أفضال موتورز-باكستان) اتفاقية للمساعدة الفنية في 12 ديسمبر 2005 في باكستان. قام السيد شوكت عزيز، رئيس وزراء باكستان بافتتاح مصنع (CZD) التابع لشركة أفضال موتورز في باكستان في 8 يناير 2007. تقوم شركة أفضال موتورز بتجميع مجموعة واسعة من مركبات دايو التجارية بما في ذلك دايو برايم موفرز، وشاحنة دايو للشحن، وشاحنات دايو القلابة. تمر شركتا تاتا دايو وأفضال موتورز في المرحلة النهائية لتصدير شاحنات دايو المجمعة في باكستان إلى الشرق الأوسط ووسط آسيا. يتم بيع الشاحنات دايو في جميع أنحاء العالم تحت اسم دايو وتاتا دايو كذلك. وقعت شركة (تاتا دايو-كوريا) و(بادان باص-ماليزيا) اتفاقية للمساعدة الفنية في مايو 2015 في ماليزيا.

## المنتجات

### الحالية
- تاتا دايو نوفوس، سلسلة (تاتا دايو، 2004).
- تاتا دايو بريما، سلسلة.

### متوقفة
- GMK/Chevrolet/Isuzu Truck (GM Korea Motor Company, 1971)
- SMC Truck Isuzu Truck (Saehan Motor Company, 1976)
- Elf Isuzu Truck (Saehan Motor Company, 1976)
- Daewoo Truck Isuzu Truck (Daewoo Motor Company, 1983)
- Elf New Model Isuzu Truck (Daewoo Motor Company, 1986)
- Daewoo Truck New Model (Daewoo Motor Company, 1986)
- Daewoo Truck Super New Model (Daewoo Motor Company, 1993)
- Daewoo Chasedae (Next Generation) Truck (Daewoo Motor Company, 1995)

## وصلات خارجية
- تاتا دايو الصفحة الرئيسية